# Territorio non italiano nei confini dell'Italia geografica

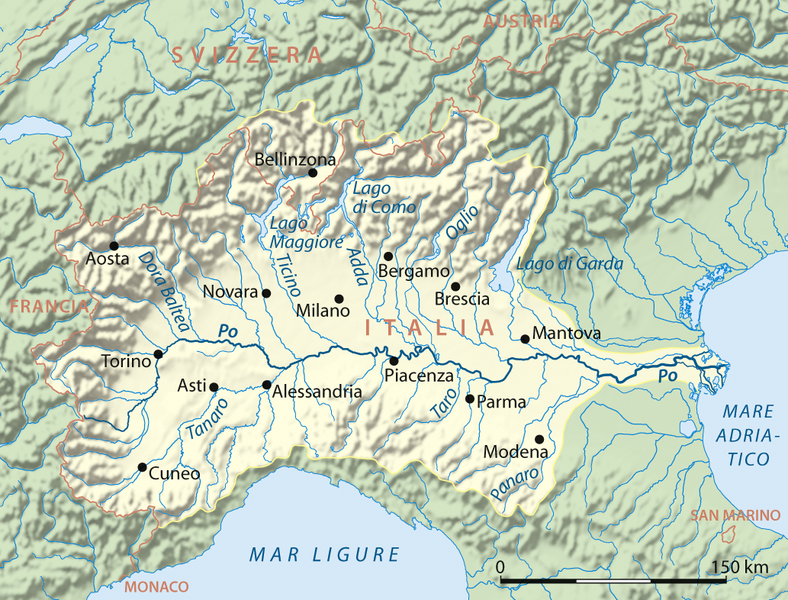
Bacino idrografico del Po, all'interno del quale, nella parte settentrionale, si colloca una parte dei territori

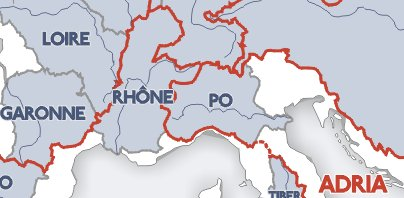
Confini (spartiacque) dei bacini idrografici lungo le Alpi

Mappa della Corsica, che con una superficie di 8.680 km², costituisce oltre un terzo della porzione di Italia geografica e non politica

Il territorio non italiano nei confini dell'Italia geografica consiste di alcune limitate porzioni del territorio non soggette a sovranità italiana, pur ricadendo nella regione fisica italiana, o perché incluse nel bacino idrografico di un fiume che sfocia lungo le coste italiane oppure perché isole che rappresentano la parte affiorante dal mare della naturale prosecuzione subacquea della catena appenninica.
| Territorio         | Unità amministrative | Unità amministrative | Corso d'acqua principale                                                           | Bacino idrografico                  | Superficie (km²) | Popolazione (ab.) | Densità (ab./km²) |
| ------------------ | --- | -------------------- | ---------------------------------------------------------------------------------- | ----------------------------------- | ---------------- | ----------------- | ----------------- |
| Città del Vaticano | tutte |                      | -                                                                                  | Tevere                              | 0,44             | 618               | 1.375             |
| Croazia            | - Regione Istria - Parte della regione Litoraneo-montana |                      | Quieto                                                                             | Fiumi dell'Istria                   | >3.404,00        | >359.440          | 106               |
| Francia            | - Corsica - Parte del dipartimento delle Alpi Marittime: - Alta Val Roia - Nizzardo - Parte del Dipartimento delle Alte Alpi - Parte del Dipartimento della Savoia |                      | Fiumi della Corsica, alcuni affluenti del Po, Roia, Varo                           | Fiumi della Corsica, Po, Roia, Varo | >9.161,00        | >344.178          | 38                |
| Malta              | tutte |                      | Il-Wied-tal-Fiddien                                                                | Fiumi di Malta                      | 316,00           | 460.297           | 1.457             |
| Monaco             | tutte |                      | -                                                                                  | -                                   | 2,02             | 38.350            | 18.985            |
| San Marino         | tutte |                      | Ausa, Marano, Rio San Marino                                                       | Marano, Marecchia                   | 61,19            | 33.909            | 554               |
| Slovenia           | - Goriziano - Litorale-Carso - Parte della Carniola Interna-Carso                                                                                                  |                      | Dragogna, Isonzo                                                                   | Fiumi dell'Istria, Isonzo           | >3.369,00        | >229.906          | 68                |
| Svizzera           | - Parte del canton Grigioni: - Val Bregaglia - Val Calanca - Val Poschiavo - Val Monastero - Canton Ticino - Parte del canton Vallese: - Alta Val Divedro          |                      | Breggia, Calancasca, Diveria, Faloppia, Gaggiolo, Mera, Morea, Poschiavino, Ticino | Adda, Olona, Ticino, Toce           | 3.973,78         | 368.482           | 93                |
| Totale             | Totale | Totale               | Totale                                                                             | Totale                              | 24.000 km²       | >1.835.180 ab.    | >76,45 ab./km²    |